# 超音波バリ取り
超音波バリ取り (ちょうおんぱバリとり、英語: Ultrasonic Deburring) とは、液体の中に強力な超音波を照射させることで、バリ取りをすること。

## 概要
バリは、材料を加工する際に発生する、素材の残材部分である。機械加工では、バリが残っているとまっすぐに固定できない、部品を正しく計測出来ない、怪我や事故に繋がるなどの弊害が発生する。このバリを除去する工程をバリ取り (バリとり、deburring、trimming) と呼んでいる。
バリ取りの作業には、やすりやリーマ、専用の工具（機械）などによって削り取る、潰す等の機械的な除去方法のほかに、化学研磨、電解研磨による除去方法がある。

## 関連用語
- 超音波
- キャビティー

## 主な企業
- ブルー・スターR&D